# Xã Rubin, Quận Nelson, Bắc Dakota
Xã Rubin (tiếng Anh: Rubin Township) là một xã thuộc quận Nelson, tiểu bang Bắc Dakota, Hoa Kỳ. Năm 2010, dân số của xã này là 38 người.